# Патогенний текст
Патогенність (від грец. πάθος — біль, хвороба та грец. γένεσις — виникнення) — потенційна здатність мікроорганізму спричиняти захворювання. Ця властивість характеризує видові генетичні особливості мікроорганізму, його взаємовідносини з певним видом або видами інших організмів.
Патогенний текст – це семіотична (знакова) структура, яка має вбудовані механізми розмноження, самоекспансії. У науковий обіг термін «патогенний текст» увів Борис Потятиник, обґрунтувавши свої дослідження у книзі «Патогенний текст» (у співавторстві з М. Лозинським), а у 2004 – «Медіа ключі до розуміння». Проблему патогенності вивчав Річард Докінс у своїй праці «Егоїстичний ген» та Михайло Аркадьєв – «Лінгвістична катастрофа». 
Критерії патогенності визначали також Л. Масімова, К. Серажим, С. Проскуріна, М. Кіца. Патогенність визначає інформація, яка містить пропаганду класової, расової ворожнечі, порнографію, гіперболізовану рекламу, підрив віри у Бога, ігнорування державних символів, загрозу глобальній безпеці і суспільній моралі. Патогенний текст шкідливо впливає на реципієнта, викликає емоції задоволення, невдоволення або змішані та приносить негативний перлокутивний ефект, що проявляється через вироблення залежності від певної особи чи ідеї, породження міфів, стереотипів, руйнування здатності критично мислити. Такі тексти є «інформаційно порожніми», бо не складають ніякої цінності і марнують час читача.
Патогенні тексти швидко поширюються, подібні до вірусів («листи щастя», спам, фейкова інформація тощо), часто завдяки словесному залякуванню реципієнта, що з ним станеться щось погане, якщо не поширити певну інформацію. Створені і поширені один раз автором-маніпулятором, такі тексти апелюють до свідомості особистості і продовжують «самостійне життя», змушуючи людей поширювати їх. Маніпуляція суспільною свідомістю здійснюється «шляхом застосування трьох інструментів […] перебільшення, ствердження і безкінечного повторення, що яскраво ілюструє сучасна ситуація у нашому суспільстві».
Нейтралізувати дію таких текстів можна через медіаосвіту. На думку Бориса Потятиника, будь-який текст повинен бути нейтралізований протилежними за змістом словами: «Проповідь насильства може бути нейтралізована проповіддю ненасильства, проповідь атеїзму – проповіддю релігії…».
1. ↑  Васьківський Ю. Патогенність рекламного тексту в українському медіапросторі: шляхи викорінення (українською) . Процитовано 26.03.2018.
2. ↑  Ліщинська Н. Патогенний текст як засіб масової маніпуляції (українською) . Процитовано 26.03.2018.